# Михаил Шейтаноглу Кантакузин
Михаи́л Кантакузи́н (греч. Μιχαήλ Καντακουζηνός, Михаи́л Кантакузино́с, 1515 — 3 марта 1578 г., Анхи́ал), прозванный Шейтаноглу́ (тур. Şeytanoğlu, «сын шайтана») — османско-греческий магнат, отличавшийся огромным состоянием и политическим влиянием. До того как попасть в немилость в 1578 году, он доминировал во всех делах Греческого православного миллета Османской империи, управляя назначениями на должности епископа и патриарха Константинопольского. Родоначальник румынского фанариотского боярского и русского княжеского рода Кантаку́зенов.

## Происхождение
О происхождении и детстве Михаила Кантакузина почти ничего не известно. Его отцом предположительно был некий Димитрий Кантакузин, умерший в 1536 году в Пизе (Флоренция). Несмотря на то что он носит фамилию Кантакузи́н — одноимённую выдающейся династии поздней Византийской империи,— это автоматически не означает, что он действительно происходит от византийской знати. Среди состоятельных греков того времени было обыкновением присваивать себе византийские фамилии и провозглашать своё происхождение из уважаемых когда-то благородных семейств. Лично про самого Кантакузина сохранилось свидетельство современника — немецкого капеллана Штефана Герлаха, проживавшего в Константинополе в то время,— который считал, что Михаил на самом деле был сыном английского посла, но современными историками эта версия опровергается. Во всяком случае, известный византинист Стивен Рансимен считал Кантакузинов османского периода «вероятно, единственной греческой семьёй, претензии которой на прямое происхождение от византийских императоров были обоснованы». С другой стороны, согласно Дональду Николю, «ура-патриотические румынские историки очень постарались доказать, что … из всех византийских имперских семейств Кантакузины были единственными, кто мог бы достоверно заявить, что они пережили падение империи; но их линия наследования [в течение 100 лет, начиная] с середины XV века, откровенно говоря, не базируется ни на одном источнике».

## Биография
Кантакузин сделал своё состояние на успешных торговых спекуляциях, что позволило ему заняться прибыльными налоговыми откупами в провинциях Османской империи. В этом направлении он показал себя довольно корыстолюбивым и суровым по отношению к своим единоверцам-христианам, за что и получил от них закрепившееся в веках прозвище «дьяволов сын» — тур. Şeytanoğlu. Также он добился передачи ему:
- прибыльной монополии на соледобычу в Анхи́але
- права осуществлять таможенные сборы в Константинополе[7][8]
- рыбных ловль
- монополии на меховую торговлю с Москвой, одна только которая приносила ему годовой доход в 60 000 дукатов[5][9]

Его богатство было настолько велико, что после гибели всего османского флота в битве при Лепанто в 1571 году он был в состоянии построить и снарядить 60 новых галер за свой счёт. Такие возможности обеспечивались его тесными связями с могущественным великим визирем Соколлу Мехмед-пашой и другими важными фигурами при османском дворе, которые получали долю от прибыли.
То же самое [избрание] и с митрополитами. Тот, у кого есть деньги, делает подарки Паше и Кантакузину по несколько сотен дукатов, и тот или другой пишет патриарху: «Сделайте того-то митрополитом там-то», — а патриарх должен будет немедленно исполнить приказ и ни слова не сказать против.
Михаил стал, таким образом, наиболее могущественным и влиятельным среди всех греческих магнатов (архонтов) османской столицы. Его влияние было настолько велико, что современники называли его «опорой» греческой нации, а немецкий учёный того времени Мартин Крузий называл его «богом» греков. Как бы в подтверждение своей власти, он завёл себе печать для писем с изображением двуглавого орла византийских императоров. В дальнейшем Михаил играл активную роль в продаже должностей членам греко-православного миллета: от места провинциального епископа до престола патриарха Константинопольского и даже престолов двух Дунайских княжеств, Молдавии и Валахии. Так, в 1565 году он низложил популярного патриарха Иоасафа II и поставил на его место Митрофана III, которому он уже ранее помог получить епископские кафедры в Ла́рисе и на Хи́осе. За это Митрофан обязался платить Кантакузину по 2000 флоринов ежегодно в течение 8 лет; и значительная часть этой суммы доставалась, конечно же, Соколлу Мехмеду. Изначально помогая Михаилу в его схемах, в результате Митрофан отказался дать ему 1000 дукатов на постройку флота после поражения при Лепанто, и Кантакузин низложил его в 1572 году, обвинив в предательских контактах с западными державами. Михаил также способствовал падению господаря Валахии Петра Дракулеску и, по-видимому, заполучил контроль над доходами от Молдавии и Валахии, где он стал собирать налоги.
Михаил предпочитал жить в Анхи́але, городе, почти исключительно населённом одними греками, где он построил великолепный дворец, стоивший ему 20 000 дукатов и соперничавший с султанским. Тем не менее, его расточительность зародила зависть и неприязнь не только среди греков, но и среди турок, и, как только влияние его покровителя Соколлу Мехмеда стало ослабевать, его недруги нанесли удар: в июле 1576 года он был арестован, а его имущество конфисковано, но ему удалось выжить и освободиться под залог благодаря вмешательству Соколлу Мехмеда.
Кантакузин сумел вернуть потерянное состояние, получил должность управляющего имперскими рудниками, кюрчи-баши (первого торговца и меховщика Империи), но его снова обвинили, на сей раз в заговоре против султана, и 3 марта 1578 года он был повешен на воротах своего дворца в Анхиале.
Его имущество, включая «едва ли не бесконечное число» одежд из шёлка, парчи, бархата, украшенных золотом, рубинами и другими драгоценными камнями, а также лошадей и другие ценные товары, было распродано на аукционе. Масштаб распродажи был таков, что выражение «на аукционе Шейтаноглу» стало поговоркой для нескольких будущих поколений. Среди проданных вещей была и обширная библиотека Кантакузина, содержавшая множество ценных рукописей. Она, в основном, была куплена монастырями горы Афон, которые специально снарядили на аукцион целую делегацию.

## Связь с Русским царством
Финлей упоминает его как двоюродного брата (или родственника) царя Ивана IV Грозного. Эта не имеющая никакого документального подтверждения родственная связь в принципе возможна, учитывая, что некоторые из Кантакузинов и Палеологов переселились в Италию после 1453 года, а бабкой русского царя являлась как раз представительница семьи Палеологов, проживавшая с 1465 года в Риме. Торговые связи Михаила с Москвой по направлению пушнины и с Пизой, где по легенде умер его отец, также косвенно подтверждают наличие контактов его с представителями русской и флорентийской элиты.
В этой связи примечательно то, что патриарх Константинопольский Иоасаф II в 1561 году официально признал царский титул Ивана Грозного. Однако он был низложен Михаилом Шейтаноглу из-за того, что не собирал церковного собора в 1561 году, но от имени этого собора составил документ, в котором дано благословение Ивану Грозному на царство. Патриарх рассчитывал на богатое царское денежное вознаграждение и подписи иерархов подделал, а полученные деньги (патриарху — 270 рублей, пяти митрополитам — по 50 рублей, шести митрополитам — по 40 рублей, остальным митрополитам и архиепископу — по 30 рублей, трём епископам — по 20 рублей) забрал себе. На соборе 15 января 1565 года клирики, вопреки ожиданию патриарха, обратились против него самого. На соборе данный некрасивый поступок с грамотой патриарха Ивану Грозному, как и многие другие неправомочные действия Иоасафа, были обличены; Иоасафа обвинили в симонии (основным участником которой был сам Михаил Шейтаноглу, стоящий за обвинениями). В итоге Иоасафа II лишили патриаршества и сослали на Афон.
Также примечательно, что именно назначенный Михаилом Шейтаноглу в 1572 году патриарх Иеремия II (уроженец Анхи́ала) признал автокефалию Московского патриархата в 1589 году, уже после смерти Кантакузина.

## Семья
Михаил был женат дважды. Его первая жена неизвестна, но она родила ему старшего сына Андроника (1553—1601) и неизвестную по имени дочь, выданную в замужество за члена семейства Ралли. Его вторая жена, в брак с которой он вступил уже в преклонном возрасте, была дочерью одного из господарей Валахии: по данным Иорги это был Мирча Пастух, правнук Влада II Дракула, а по данным Стойческу  — Мирча III, внук Влада II Дракула. Вторая жена отказалась приезжать в Константинополь. Считается, что она была матерью следующих младших детей: Димитрия (р. 1566), Иоанна (р. 1570) и двух дочерей, выданных их братом Андроником за господарей Валахии и Молдавии (Стефана Глухого, Петра Серьгу или Арона Тирана). Старшему сыну Андронику частично удалось достичь богатства своего отца и полномочий назначать валашских господарей: именно он назначил Михая Храброго господарем Валахии в 1593 году.

## Образ в искусстве
Находясь в Германии, с сочинениями Ш. Герлаха подробно ознакомился Фёдор Достоевский, который использовал их в построении образов своих литературных героев, таких как Павел Смердяков, воссоздающий некоторые черты Михаила Шейтаноглу Кантакузина.